# 185641 Джад
185641 Джад (185641 Judd) — астероїд головного поясу, відкритий 5 березня 2008 року.
Тіссеранів параметр щодо Юпітера — 3,400.